# 阿梅里卡诺多布拉西尔
阿梅里卡诺多布拉西尔是巴西戈亚斯州的一个市镇。总面积133.562平方公里，总人口4986人，人口密度37.3人/平方公里。